# O2 Арена (Прага)
O2 Arena (стилізована як О2 arena) — багатофункціональна арена у Празі, Чехія. Він є домашньою ареною для ХК «Спарта Прага» з Чеської екстраліги та третьою за величиною хокейною ареною в Європі.
Тут відбувалися такі важливі спортивні події, як три чемпіонати світу з хокею (2004, 2015 та 2024), перший розіграш престижного тенісного Кубка Лейвера, чемпіонат Європи з легкої атлетики в приміщенні, Фінал чотирьох Євроліги 2006 року, чемпіонат світу з флорболу, фінал Кубка Девіса 2012 року, чотири фінали Кубка Федерації, а також кілька ігор НХЛ та КХЛ, включаючи фінал Кубка Гагаріна 2014 року. Тут також можна проводити сценічні шоу, наприклад, концерти, та інші масштабні заходи.

## Історія

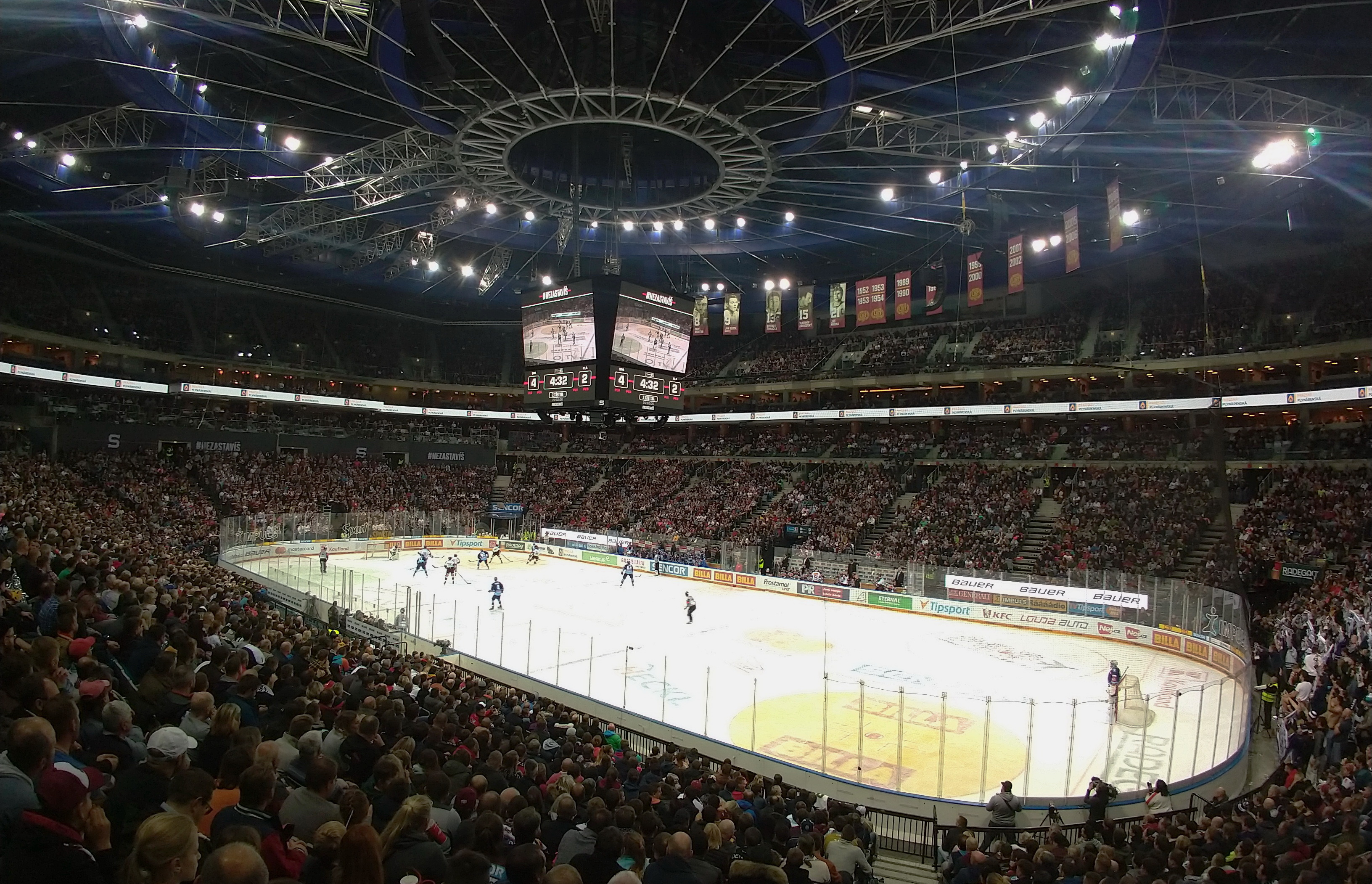
Матч Чеської Екстраліги, Спарта Прага — Ритіржі Кладно

Ідея будівництва нової арени в Празі виникла одразу після «золотої ери» чеського хокею: завоювання золотої медалі на зимових Олімпійських іграх 1998 року і трьох золотих медалей поспіль на чемпіонатах світу з хокею з 1999 по 2001 рік. Арену планували побудувати вчасно до проведення Чемпіонату світу з хокею серед чоловіків 2003 року, але через непередбачувані складнощі з інвесторами керівному органу хокею довелося перенести турнір до Фінляндії. Головним спонсором арени стала чеська букмекерська компанія Sazka as.
Будівництво арени (яке розпочалося у вересні 2002 року) не пройшло без проблем, але її було відкрито у березні 2004 року під назвою «Sazka Арена», якраз вчасно до проведення Чемпіонату світу з хокею серед чоловіків 2004 року. У березні 2008 року будівля була перейменована на «О2 Арену». У березні 2011 року Sazka подала заяву про банкрутство через борги за будівництво арени та інші проблеми. Після цього Sazka була реорганізована та фінансово стабілізована.
З моменту відкриття і до 2015 року він був домашньою ареною ХК «Славія Прага» з Чеської екстраліги. «Славія» виграла чемпіонат країни на домашньому льоду у 7-му матчі фіналу Екстраліги 2008 року проти ХК «Карлові Вари» з рахунком 4:0 перед рекордною на той час кількістю глядачів — 17 117 осіб. Протягом двох сезонів, 2012–13 та 2013–14, на O2 Arena також періодично проводилися домашні матчі ХК «Лев Прага» з Континентальної хокейної ліги. Домашні матчі фіналу Кубка Гагаріна 2014 року клуб проводив на «О2 Арені», зібравши три найбільші аудиторії в історії ліги. У 2015 році «Славія» опустилася до Першої ліги, і клуб вирішив повернутися на менший стадіон «Еден», колишній домашній стадіон команди та нинішній тренувальний центр. Замість неї 24 червня 2015 року O2 Arena уклала угоду з празькою «Спартою». Власники «Спарти» назвали головною причиною переїзду необхідність значного ремонту на «Тіпспорт Арені».
У 2015 році «О2 Арена» вдруге спільно з ČEZ Aréna в Остраві приймала чемпіонат світу з хокею IIHF. Цього разу турнір відновив рекорд відвідуваності чемпіонату світу, який протримався до 2024 року, коли турнір пройшов у тих самих двох містах.
У 2017 році тут відбувся перший міжнародний тенісний турнір на хардовому корті серед чоловіків між командами Європи та світу «Кубок Лавера». У 2021 році тут планувалося провести кілька матчів групового етапу Євробаскету-2021, який країна мала приймати разом з Грузією в Тбілісі, Німеччиною в Берліні / Кельні та Італією в Мілані. Захід було скасовано.

## Визначні події

### Концерти

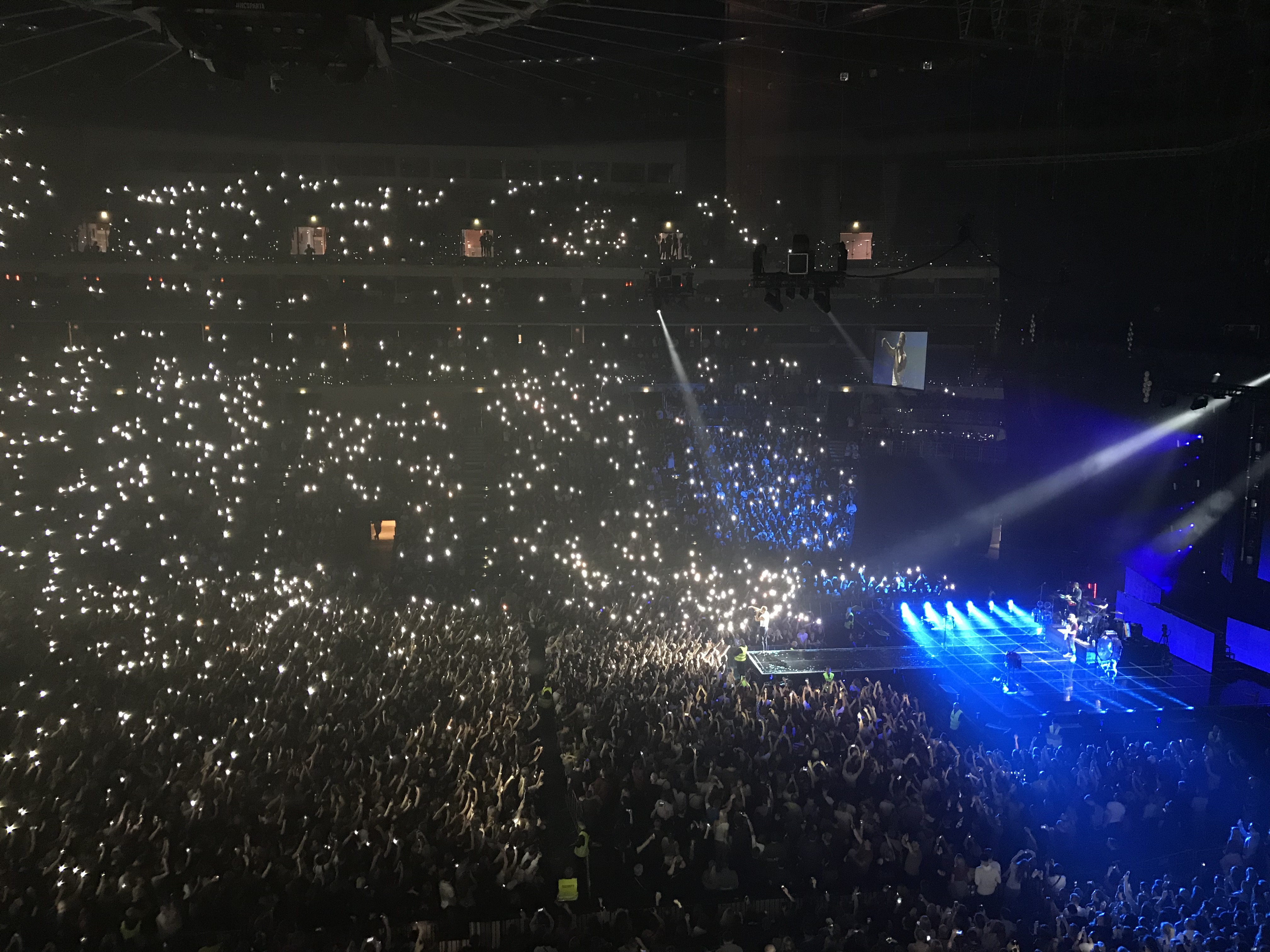
Концерт Imagine Dragons у 2018 році

- 6 та 7 вересня 2006 року тут виступала Мадонна в рамках свого туру «Confessions Tour». Концерт відвідали 18 628 глядачів, що стало найбільшою кількістю глядачів за всю історію арени. Вона знову виступила на арені 7 та 8 листопада 2015 року в рамках свого туру Rebel Heart Tour, який зібрав понад 16 000 глядачів.
- 12 травня 2008 року тут виступала Кайлі Міноуг в рамках свого туру KylieX2008. Вона знову виступила на арені 2 березня 2011 року в рамках свого світового туру Aphrodite World Tour та 21 жовтня 2014 року в рамках свого туру «Kiss Me Once».
- 26 червня 2008 року Селін Діон виступила тут під час світового туру Taking Chances.
- У листопаді 2008 року піонер французької електроніки Жан-Мішель Жарр виконав свій альбом Oxygène наживо на арені, в рамках другого етапу ювілейного 30-го туру Oxygène.
- 27 квітня 2009 року Тіна Тернер виступила з концертом в рамках туру Tina! 50th Anniversary Tour
- Стінг виступив під час свого туру «Symphonicities» 22 вересня 2010 року разом з Королівським філармонічним оркестром.
- У листопаді 2010 року тут виступала Леді Гага під час свого туру Monster Ball.
- 7 грудня 2011 року Ріанна виступала з концертом в рамках туру Loud Tour. 27 липня 2016 року Ріанна виступила у рамках туру Anti World Tour.
- 26 жовтня 2012 року Дженніфер Лопес виступила з аншлагом під час свого світового туру «Dance Again».
- 17 лютого 2015 року Queen + Adam Lambert виступили у рамках свого Queen + Adam Lambert Tour 2014—2015. З цієї арени 1 листопада 2017 року гурт розпочав свій європейський тур 2017 року.
- 23 лютого 2015 року Кеті Перрі виступила в рамках світового туру Prismatic World Tour.
- 30 січня 2016 року Еллі Голдінг виступила з концертом у рамках світового туру Delirium World Tour.
- 12 листопада 2016 року Джастін Бібер зібрав аншлаг під час свого світового турне Purpose World Tour. 12 березня 2023 року Бібер знову виступив тут у рамках свого світового туру Justice World Tour.
- Gorillaz виступили на арені 14 листопада 2017 року в рамках туру Humanz Tour.
- 2 квітня 2018 року Metallica виступила в рамках світового туру WorldWired Tour.[10]
- 16 квітня 2018 року Imagine Dragons виступили у рамках світового туру Evolve World Tour.
- 7 та 8 травня 2018 року Енріке Іглесіас виступив тут у рамках туру Enrique Iglesias Live.
- 1 липня 2018 року Pearl Jam виступили у рамках туру Pearl Jam 2018.
- 10 жовтня 2018 року Шанайа Твейн виступила в рамках туру Shania Now Tour.
- 7 травня 2019 року Елтон Джон виступив у рамках туру Farewell Yellow Brick Road
- 4 вересня 2019 року Аріана Гранде виступила в рамках туру Sweetener World Tour.
- 16 лютого 2019 року гурт Twenty One Pilots виступив у рамках туру The Bandito Tour.
- 29 квітня 2022 року в рамках світового туру «Take My Hand» тут виступив гурт «5 Seconds of Summer».
- 11 червня 2022 року гурт My Chemical Romance виступив у рамках свого реюніон-туру My Chemical Romance Reunion Tour.
- 15 липня 2022 року виступив Гаррі Стайлс у рамках свого туру «Love on Tour».
- 21 грудня 2022 року виступили симфо-метал гурт Nightwish в рамках туру Human. :II: Nature. World Tour..
- 28 жовтня 2023 року 50 Cent привіз на арену свій тур Final Lap Tour Busta Rhymes виступали на розігріві.[11]
- 30 і 31 травня 2023 року Iron Maiden відіграли два аншлагових концерти в рамках туру Future Past Tour[1].[12]
- 16 жовтня американська нью-йоркська співачка Мелані Мартінес виступила в рамках туру «The Trilogy».
- 7 вересня 2025 року британський попспівак Роббі Вільямс виступить на арені в рамках свого туру Robbie Williams Live 2025.
- З 2007 року арена також є місцем проведення фестивалю «Трансмісія».

### Спорт

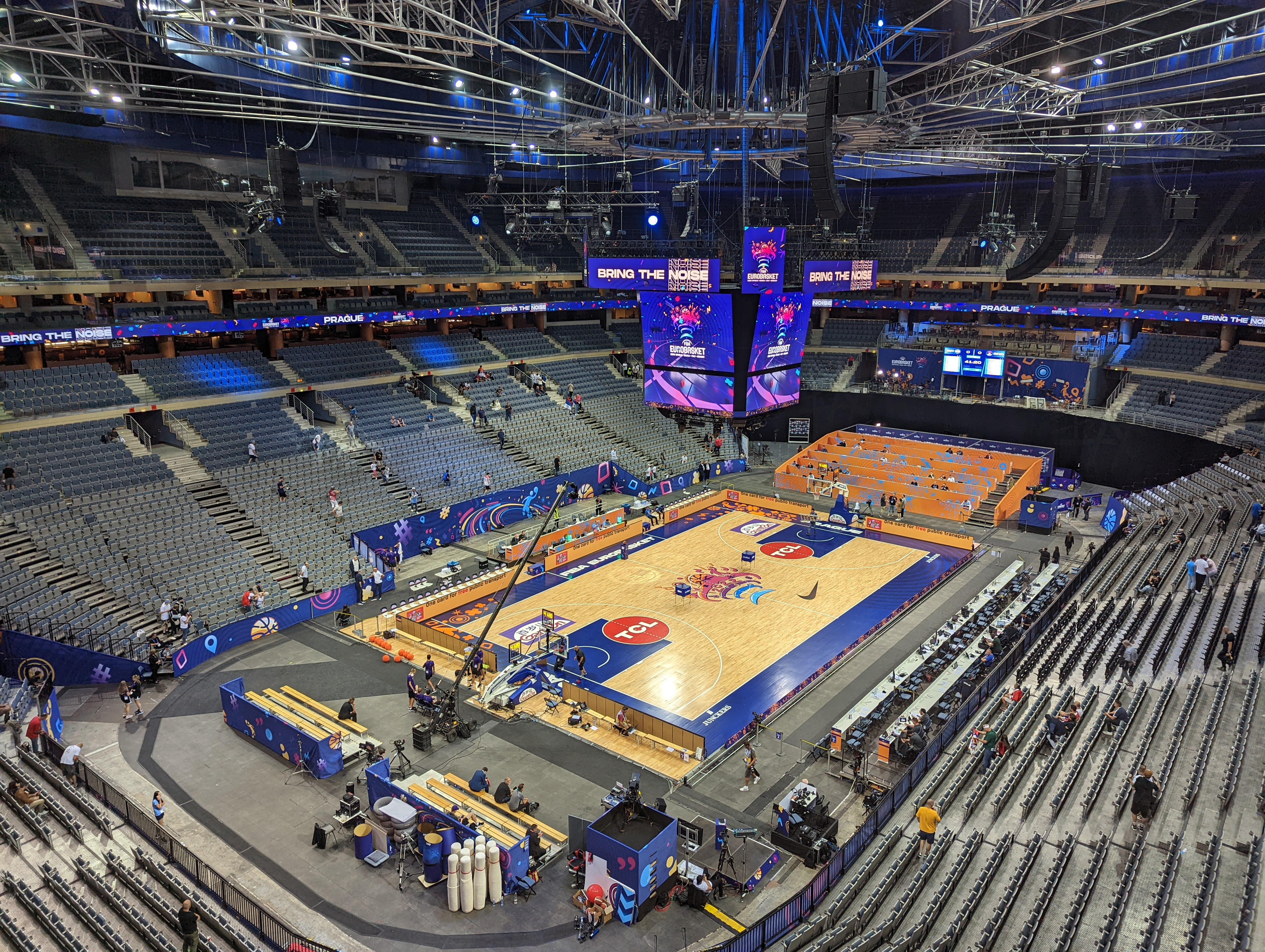
Під час Євробаскету 2022

- У жовтні 2008 року «Нью-Йорк Рейнджерс» та «Тампа-Бей Лайтнінг» розпочали сезон НХЛ 2008–09 років на арені «О2» двома іграми.[13] У 2010 році НХЛ повернулася на арену, і «Бостон Брюїнз» та «Фінікс Койотс» зіграли двічі.[14] У 2019 році НХЛ знову розпочали сезон, коли «Чикаго Блекхокс» та «Філадельфія Флаєрз» грали на арені. Після дворічної перерви арена відкрила сезон 2022 року двома іграми «Сан-Хосе Шаркс» та «Нешвілл Предаторз». Арена розпочала сезон 2024-25 років двома іграми між командами «Баффало Сейбрз» та «Нью-Джерсі Девілз».
- У грудні 2008 року на арені відбулися матчі плей-оф чемпіонату світу з флорболу серед чоловіків 2008 року, зокрема перемога Фінляндії над Швецією з рахунком 7–6 у фіналі.[15]
- Збірна Чехії з Кубка Девіса перемогла Іспанію у фіналі Кубка Девіса 2012 року.[16]
- Збірна Чехії, яка змагалася за Кубок Федерації, чотири рази змагалася у Кубку Федерації на O2 Arena між 2012 і 2018 роками. Арена приймала фінал Кубка Федерації 2012 року проти Сербії.[17] У листопаді 2014 року Чехія перемогла Німеччину у фіналі Кубка Федерації 2014 року.[18] У листопаді 2015 року на арені відбувся фінал Кубка Федерації 2015 року проти Росії,[19] а Кубок Федерації 2018 року, який Чехія виграла проти Сполучених Штатів, призвів до шостої перемоги країни в кубку за вісім років.[20]
- У лютому 2019 року на O2 Арена відбувся бій UFC Fight Night: Блахович проти Сантоса (також відомий як UFC Fight Night 145 або UFC on ESPN+ 3. Ця подія ознаменувала перший візит промоутера до Чехії.

## Технічна інформація
- Кількість поверхів: 6
- Площа: 35 000 м²
- Місткість: до 18 000 глядачів (залежно від заходу)
- Клубні та люкс-місця: 2460
- Скай-бокси: 66
- Бокси для вечірок: 4
- Місця в барах, ресторанах та кафе: 2900
- Пиво, яке можна випити за одну перерву: 30 000[21]
- Паркінг: 280 місць
- Чисельність населення в районі охоплення: від 1,5 до 1,8 мільйона осіб

## Галерея

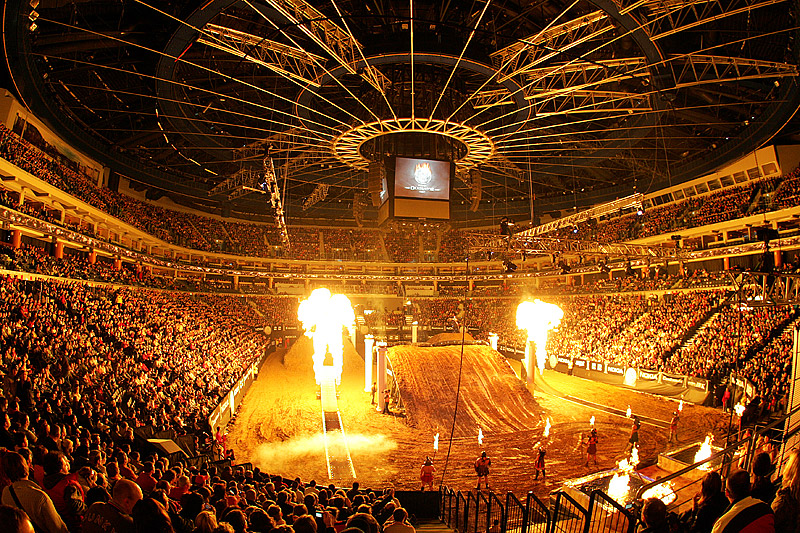
Інтер'єр O2 Arena (2007)
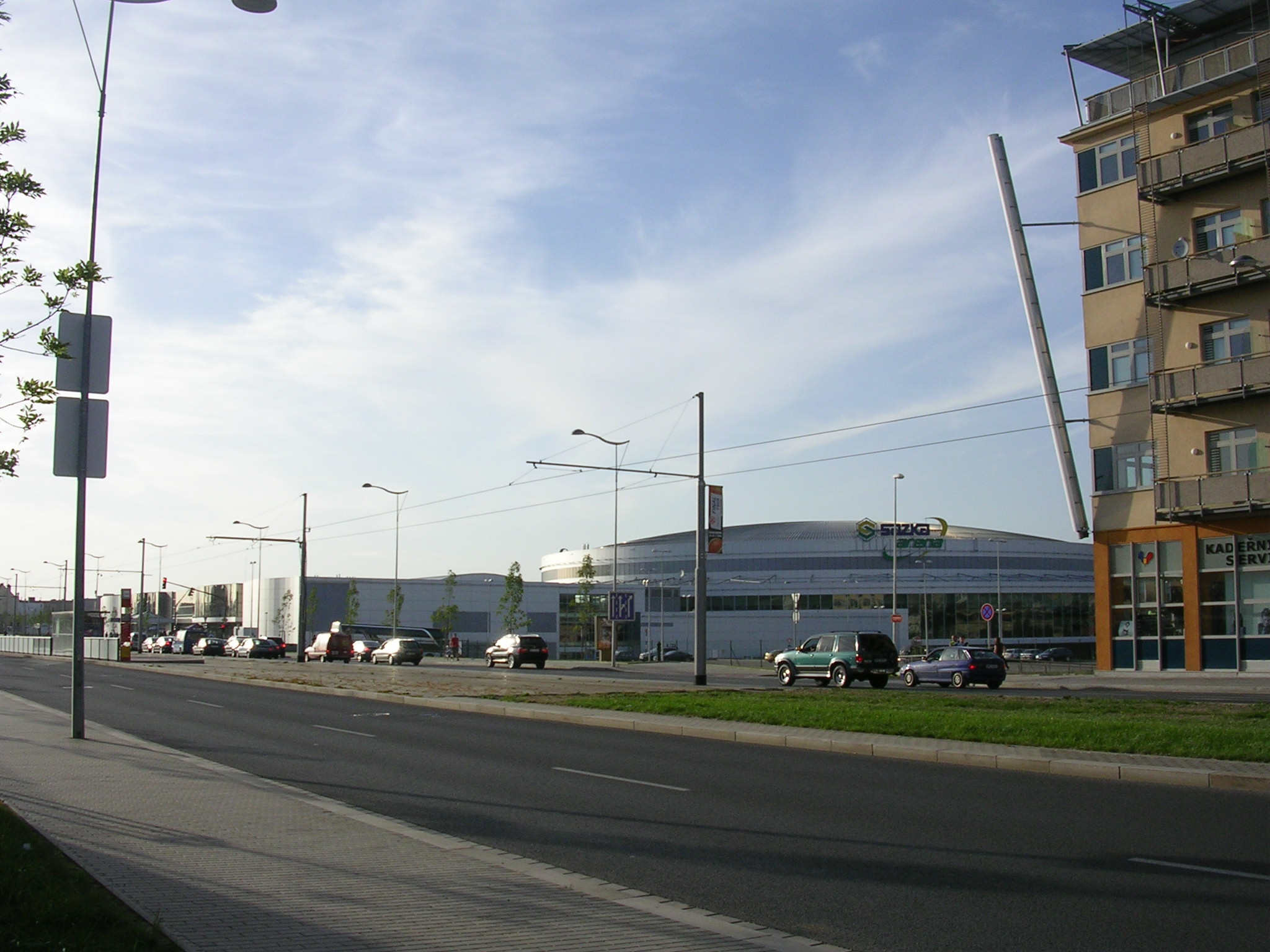
Вид з вулиці Ческоморавської
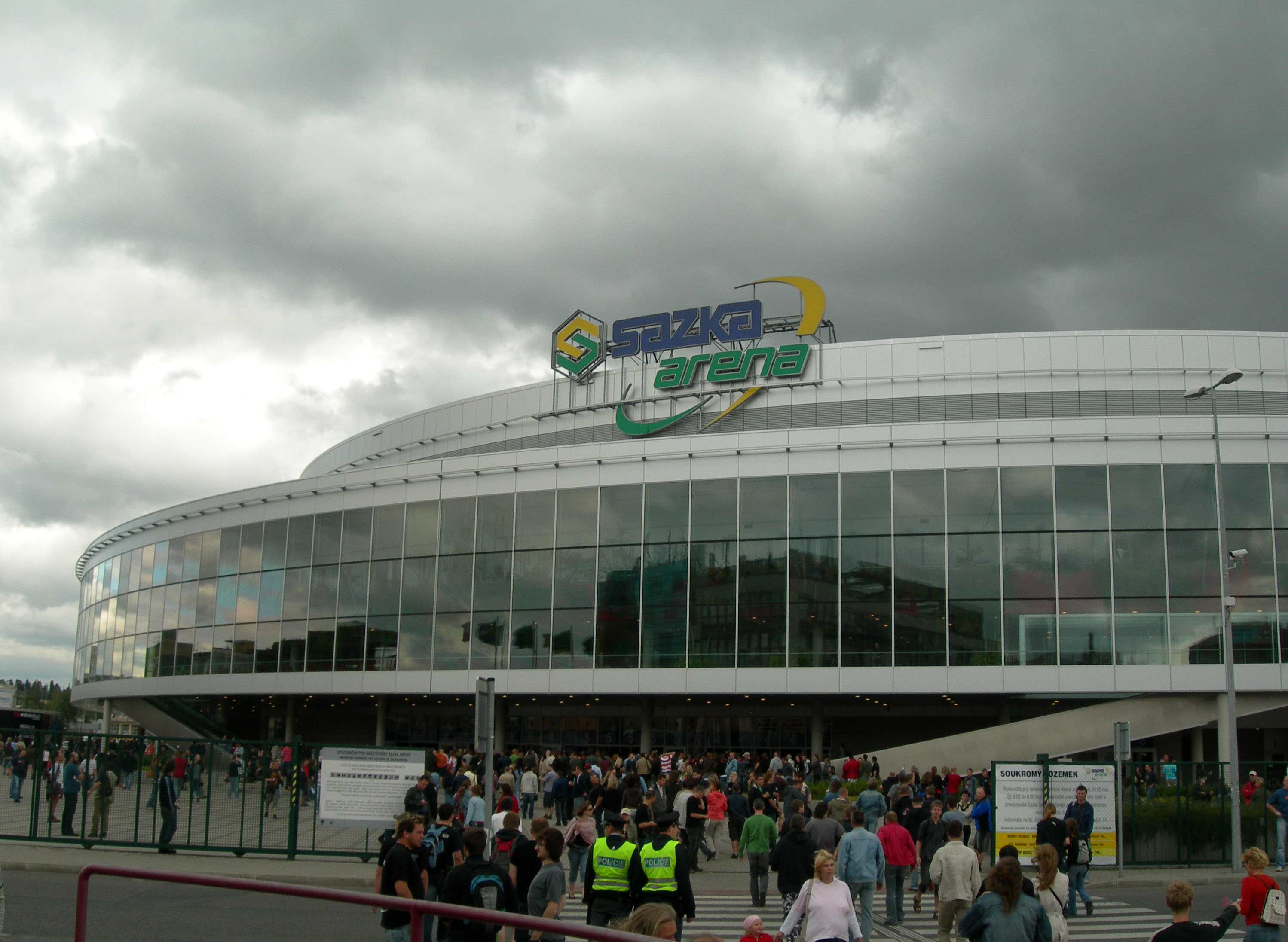
Sazka Arena у червні 2007 року, перед концертом Оззі Осборна
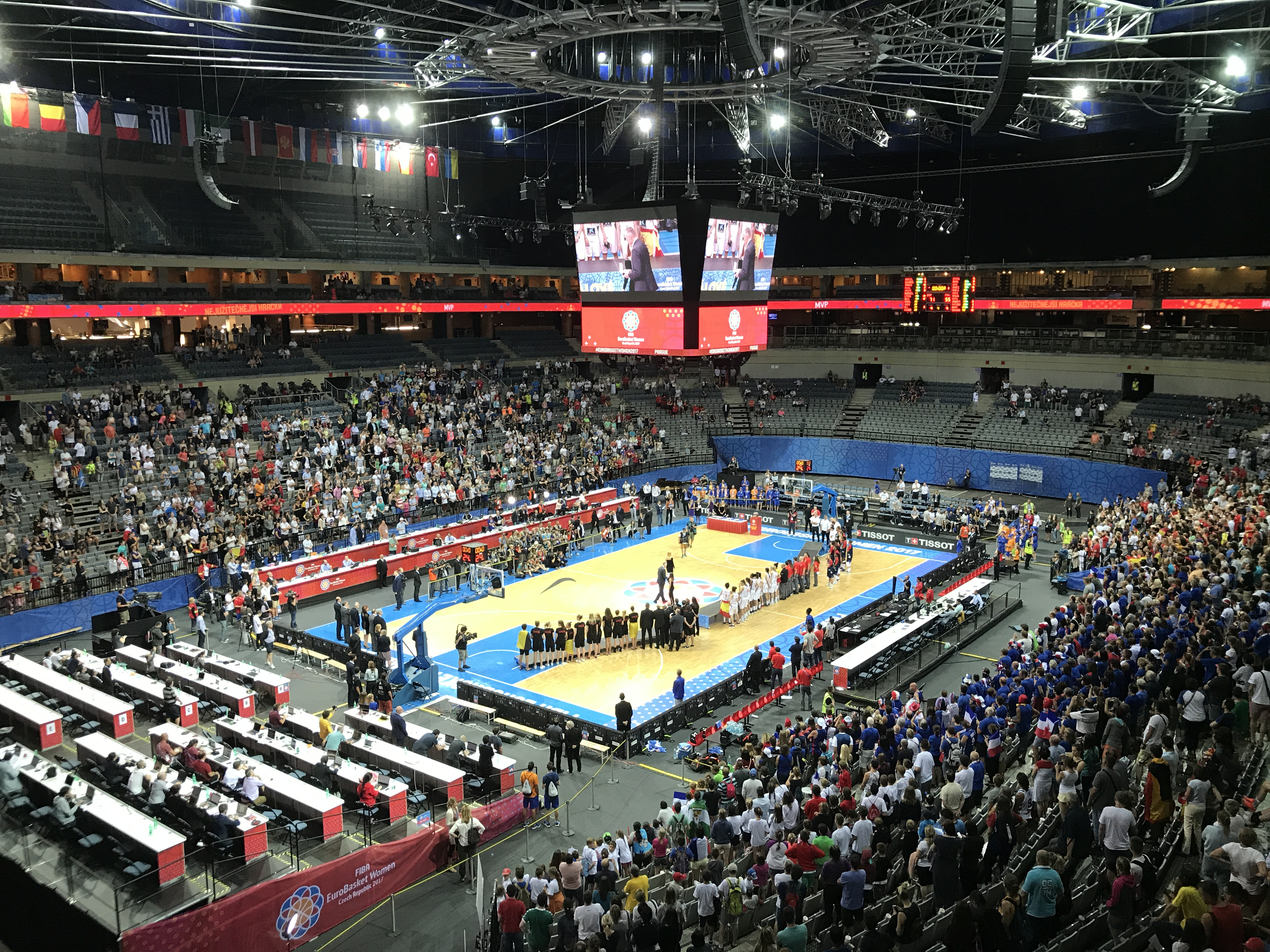
Фінальна церемонія жіночого Євробаскету 2017 на O2 Arena